# Hypocnemoides
Hypocnemoides là một chi chim trong họ Thamnophilidae.